# Мери, Жозеф
Жозе́ф Мери́ (фр. Joseph Méry; 21 января 1797 года, Марсель — 17 июня 1866 года, там же) — французский журналист, писатель-романист и поэт.
Вместе с А. Бартелеми писал политические сатиры, работал в сатирическом еженедельнике «Némésis». Остроумный, с пламенной фантазией и обширной начитанностью, Мери пользовался в своё время большой популярностью.

## Творчество
Главные его сочинения:
- «Mélodies poétiques» (1853; гугл-скан);
- «Napoléon en Italie» (1859; скан);

романы:
- «Scènes de la vie italienne» (изд. 1837),
- «Les nuits de Londres» (скан),
- «Un amour dans l’avenir» (изд. 1856),
- «Héva» (скан),
- «La guerre du Nizam» (1847; изд. 1870),
- «La Floride» (изд. 1844;
- «Andre Chenier» (1850; изд. 1868);
- "Un mariage de Paris" 1848

комедии:
- «L’univers et la maison»,
- «Le vrai club des femmes»,
- «Une veuve inconsolable»,
- «L’essai du mariage»,
- «Les Deux Frontins»,
- «La fiancée aux millions»;

драмы:
- «Le chariot d’enfant»,
- «Gusman le brave» и др.